# Ørskog
Ørskog é uma comuna da Noruega, com 130 km² de área e 2 093 habitantes (censo de 2004).